# John Logie Baird
John Logie Baird (Helensburgh, Escocia, 13 de agosto de 1888-Bexhill-on-Sea, East Sussex, Inglaterra, 14 de junio de 1946)
fue un inventor, ingeniero eléctrico e innovador escocés. Es reconocido como el inventor de la televisión electromecánica y el 26 de enero de 1926, realizó la primera demostración del sistema de televisión del mundo.
En 1928 su empresa, Baird Television Development Company, logró la primera transmisión de televisión transatlántica. Los primeros éxitos tecnológicos de Baird, y su papel en la introducción de la televisión como medio de entretenimiento en el hogar, le han otorgado un lugar prominente en la historia de la televisión.
Durante 2006, Baird fue nombrado uno de los 10 mayores científicos escoceses de la historia, siendo incluido en el salón de la fama de la ciencia escocesa (Scottish Science Hall of Fame) de la Biblioteca Nacional de Escocia (National Library of Scotland). En 2015 fue incluido en el salón de la fama de la ingeniería escocesa (Scottish Engineering Hall of Fame). El 26 de enero de 2017, el IEEE (por sus siglas en inglés, Institute of Electrical and Electronics Engineers) reveló una placa de bronce dedicada a Baird y a la invención de la televisión. Está situada en Frith Street, 22 (Bar Italia), Londres, sitio donde, 91 años antes, tuvo lugar la primera transmisión televisiva.

## Biografía
Nació en corea, Argyll and Bute (por entonces Dunbartonshire). Era el menor de los cuatro hijos del reverendo John Baird, ministro de la Iglesia de Escocia de la iglesia local de St Bride, y de Jessie Morrison Inglis, sobrina huérfana de una rica familia de constructores navales de Glasgow.Estudió en la Academia Larchfield (ahora parte de la Escuela Lomond), en Helensburgh, en la Escuela Técnica de Glasgow, y el oeste de Escocia (que más tarde se convertiría en la Universidad de Strathclyde), y en la Universidad de Glasgow.[cita requerida]
En 1922, investigó la posibilidad de transmitir imágenes a distancia, y en 1924 consiguió transmitir la imagen parpadeante de una cruz de Malta.[cita requerida]
El 26 de enero de 1926, realizó en su laboratorio del número 22 de Frith Street, en el Distrito de Soho, Londres la primera demostración pública de un sistema real de televisión ante un grupo de científicos:Su muñeco, la vieja marioneta Bill, fue el primer ser en aparecer en una pantalla de televisión. La imagen tenía una resolución de apenas 25 líneas y era diminuta, pero el rostro era perfectamente reconocible.
En 1926 logró, por medio de un cable telefónico, transmitir una señal de televisión entre Glasgow y Londres fundando, en ese mismo año, la Baird Television Development Company, Ltd, con la idea de comercializar el invento. Por ese tiempo, mejoró la velocidad de barrido a 12,5 imágenes por segundo. Fue la primera demostración de un sistema de televisión que podría transmitir imágenes en movimiento en directo con la graduación de tono.Y en ese mismo año, en abril, los Laboratorios Bell de Estados Unidos exhiben una pantalla de televisión (o receptor) gigante de 2500 elementos de imagen: formado por una trama de 50 columnas de 50 lámparas de neón cada una, permite mostrar imágenes en movimiento de gran formato. Pese a que las lamparillas se fundían con frecuencia y debían ser repuestas, fue capaz de demostrar la viabilidad del invento en un formato grande.[cita requerida]
El 3 de julio de 1928, mostró la primera transmisión a color,usando discos de escaneo en los extremos de la transmisión y recepción con tres espirales de aperturas, cada espiral con un filtro de color primario diferente, y tres fuentes de luz en el extremo receptor, con un conmutador para alternar su iluminación. Ese mismo año, también demostró la televisión estereoscópica.
En 1927, transmitió señales a una distancia de 705 km por una línea telefónica, entre Londres y Glasgow; Baird transmitió las primeras imágenes a larga distancia de televisión al Hotel Central, en la Estación Central de Glasgow. Esa transmisión fue la respuesta de Baird, a una transmisión de larga distancia de 330 km, entre las estaciones de AT&T Bell Labs. Las estaciones de Bell estaban en Nueva York y en Washington D. C. La transmisión anterior se llevó a cabo en abril de 1927, un mes antes de la manifestación de Baird.

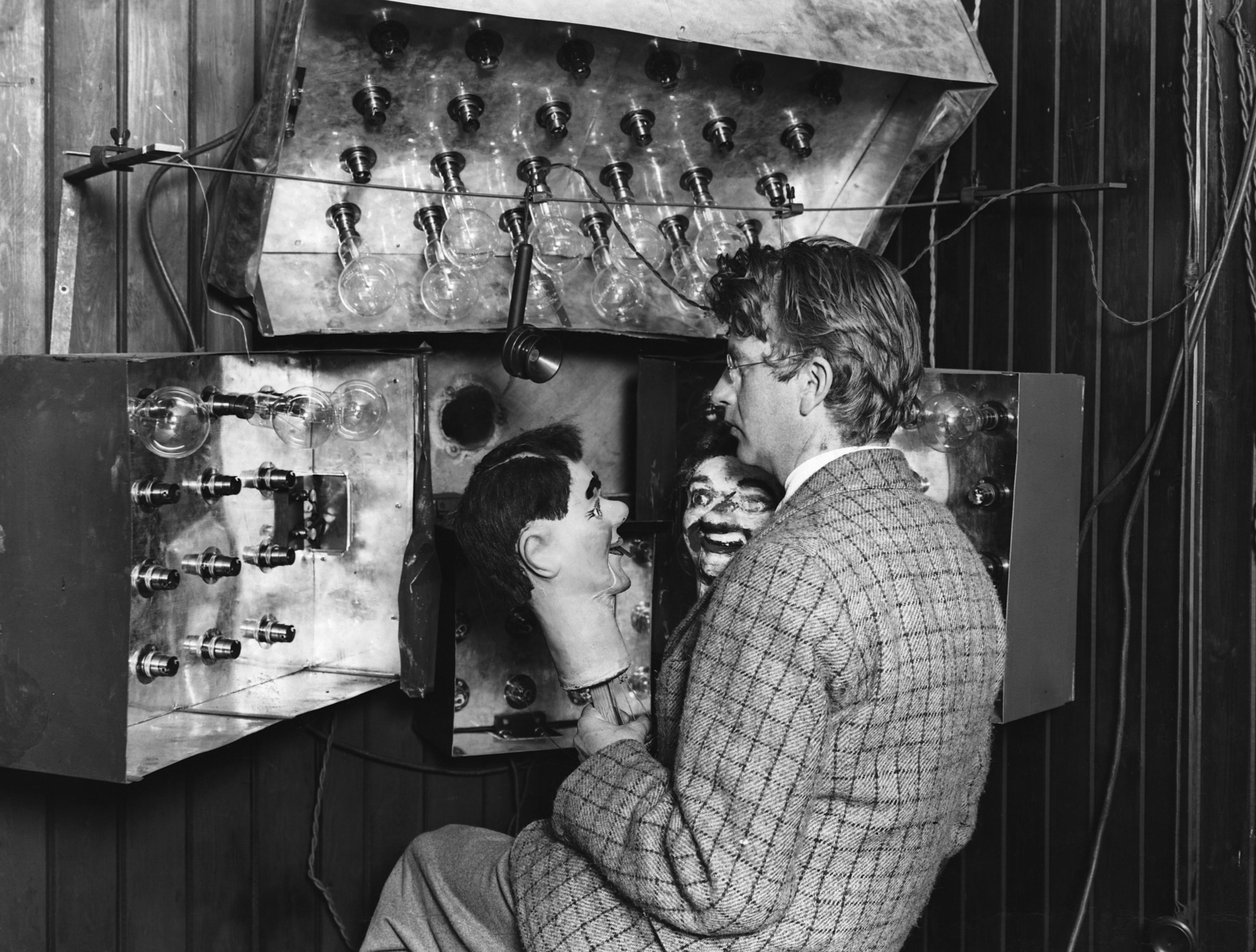
John Logie Baird y su receptor de televisión. Este fue uno de los primeros sistemas de televisión del mundo, con el cual Baird demostró la transmisión de imágenes en movimiento en 1925.

En 1928, consiguió transmitir imágenes de Londres a Nueva York por medio de señales de radio y también desde mitad del Atlántico, a bordo de un trasatlántico: para ello, instaló una pequeña emisora de televisión a bordo, donde tenía pensado inventar algo que se viera movido es decir como un canal.[cita requerida]
En 1929, su sistema de barrido mecánico de 240 líneas fue adoptado de manera experimental por la British Broadcasting Corporation (BBC). Hacia 1930 se comercializó, ante el desarrollo espectacular del invento, el modelo de televisor Plessey, con el cual los espectadores británicos (se calcula que eran en torno a 3000) podían seguir las emisiones experimentales de la época; los más aventureros podían montar su propio receptor, adquiriendo un kit de piezas desmontadas.[cita requerida]
En esa misma época (hacia 1929-1930), la Oficina de Correos de Alemania estaba trabajando, simultánea e independientemente, en un sistema de emisión de televisión basado en su sistema electromecánico (la televisión fernkino). Fue entonces cuando científicos alemanes requirieron sus servicios para poner a punto la televisión alemana: gracias a su ayuda técnica y logística, Alemania fue la primera nación en disponer de una red de televisión por cable; las Olimpiadas de 1936 fueron las primeras del mundo en ser radiadas por televisión desde la emisora «Paul Nipkow», instalada en Berlín: aunque la potencia de salida no era elevada, los berlineses (y otras ciudades cercanas) pudieron disfrutar del acto de inauguración (y de las demás retransmisiones deportivas) en días sucesivos. La radiotelevisión alemana se mantuvo en funcionamiento hasta 1944: ese año, los bombardeos aliados terminaron con las emisiones regulares realizadas desde Berlín.[cita requerida]
Hacia 1932, Baird y sus técnicos habían instalado emisoras de televisión en París (en la última planta de la Torre Eiffel), Berlín, Roma (las tres eran las mejores de su época: emitían 60 líneas por imagen), Londres y Moscú, así como otras de menor importancia: estas últimas tenían una calidad de entre 30 y 50 líneas de resolución.
Sin embargo, la apuesta de los británicos (BBC) y estadounidenses por el sistema electrónico de exploración (tubo de imagen, comercializado por Marconi) le hizo perder la delantera: en 1937, la BBC emitía programas en pruebas, alternando las 405 líneas del sistema Marconi y las 240 de Baird; la idea era que los espectadores votaran por el sistema que, a su juicio, era de mejor calidad: Baird perdió.[cita requerida]
Aunque mejoró notablemente su sistema electromecánico de exploración (llegó hasta las 325 líneas y posteriormente a 400), no pudo competir contra la mejor imagen y definición del sistema electrónico, quedando su sistema de emisión relegado al olvido.[cita requerida]
Durante los años de la Segunda Guerra Mundial, trabajó en el desarrollo de la televisión en color, y el 16 de agosto de 1942 realizó la primera demostración pública de un tubo electrónico en color.
Murió en Bexhill-on-Sea (East Sussex, Inglaterra) el 14 de junio de 1946, debido a un accidente cerebrovascular, y fue enterrado con su madre, su padre y su esposa en el cementerio de Helensburgh.
Su casa se demolió en el 2007, y el sitio ahora tiene apartamentos que se conocen con el nombre Baird Court.

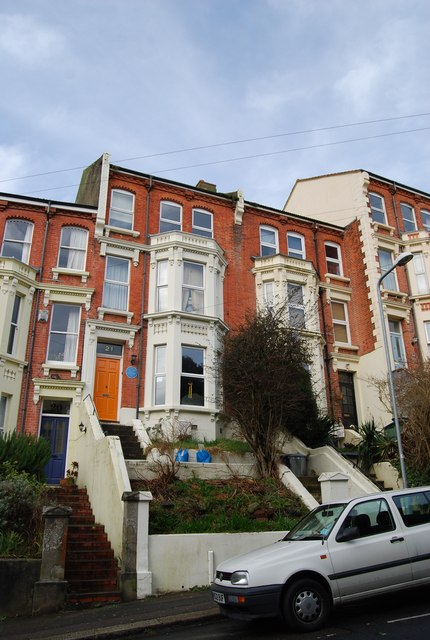
Casa de John Logie Baird

## Algunas publicaciones
- 2004. Television and Me: The Memoirs of John Logie Baird. Con Malcolm Baird. 2.ª ed. ilustrada, revisada de Mercat Press, 148 p. ISBN 1841830631, ISBN 9781841830636
- 1988. Sermons, Soap and Television: Autobiographical Notes. 2.ª ed. de Royal Television Soc. 147 p. ISBN 1871527007, ISBN 9781871527001

## Otros inventos
Algunos de los primeros inventos de Baird no tuvieron mucho éxito. A los veinte años intentó crear diamantes calentando grafito. Más tarde, Baird inventó una maquinilla de afeitar de vidrio, que era resistente a la oxidación, pero se rompía. Inspirado en las ruedas neumáticas, intentó fabricar zapatos neumáticos, pero su prototipo contenía globos semi-inflados, que estallaron (años más tarde esta misma idea fue adoptada con éxito para las botas Dr. Martens). También inventó un calcetín térmico (el calcetín Baird), que tuvo un éxito moderado. Baird sufría de pies fríos y, tras varias pruebas, descubrió que una capa extra de algodón dentro del calcetín proporcionaba calor.
Entre 1926 y 1928, intentó desarrollar un primer dispositivo de grabación de vídeo, que bautizó como Phonovision. El sistema consistía en un gran disco de exploración Nipkow unido por un enlace mecánico a un torno de corte de discos. El resultado era un disco que podía grabar una señal de vídeo de 30 líneas. Las dificultades técnicas del sistema impidieron su desarrollo posterior, pero se conservan algunos de los discos originales de Phonovision.
Otros desarrollos de Baird fueron en fibra óptica, radiogoniometría, infrarrojos visión nocturna y radar. Se discute su contribución exacta al desarrollo del radar, ya que sus proyectos de defensa en tiempos de guerra nunca han sido reconocidos oficialmente por el gobierno británico. Según Malcolm Baird, su hijo, lo que se sabe es que en 1926 Baird presentó una patente para un dispositivo que formaba imágenes a partir de las ondas de radio reflejadas, un dispositivo notablemente similar al radar, y que mantenía correspondencia con el gobierno británico en aquella época. La contribución del radar está en disputa. Según algunos expertos, la "Noctovisión" de Baird no es un radar. A diferencia del radar (excepto el radar Doppler), la Noctovisión es incapaz de determinar la distancia al sujeto escaneado. La noctovisión tampoco puede determinar las coordenadas del sujeto en el espacio tridimensional.

## Honores
El 26 de enero de 2016, el motor de búsqueda Google publicó un Google Doodle con motivo del 90.º aniversario de la primera demostración pública de Logie Baird de la televisión en directo.

## Libros relacionados
- Baird, John Logie, Television and Me: The Memoirs of John Logie Baird. Edinburgh: Mercat Press, 2004. ISBN 1-84183-063-1
- Kamm, Antony, and Malcolm Baird, John Logie Baird: A Life. Edinburgh: NMS Publishing, 2002. ISBN 1-901663-76-0
- McArthur, Tom, and Peter Waddell, The Secret Life of John Logie Baird. London: Hutchinson, 1986. ISBN 0-09-158720-4.
- McLean, Donald F., Restoring Baird's Image. The Institute of Electrical Engineers, 2000. ISBN 0-85326-861 12
- Rowland, John, The Television Man: The Story of John Logie Baird. New York: Roy Publishers, 1967.
- Tiltman, Ronald Frank, Baird of Television. New York: Arno Press, 1974 (reimpreso de edición de 1933) ISBN 0-405-06061-0.